# Гелен Раппапорт
Гелен Ф. Раппапорт (англ. Helen Rappaport; до шлюбу Вер (англ. Ware), 1947 , Бромлі, Великий Лондон ) — британська письменниця, колишня акторка, ексредакторка в академічних видавництвах Wiley-Blackwell і OUP. Спеціалізується на вікторіанській епосі та революційній Росії.

## Життєпис

### Ранні роки та освіта
Народилася в Бромлі, виросла недалеко від річки Медвей у Північному Кенті і відвідувала середню школу Чатема для дівчаток. Її старший брат — Майк Вер, 1939 року народження, фотограф, хімік та письменник. Має молодших братів-близнюків, Пітера (теж фотограф) і Крістофера, 1953 народження.
Вивчала російську мову в Лідському університеті, де брала участь в університетській театральній трупі та розпочала акторську кар'єру.

## Кар'єра

#### Акторська діяльність
Після роботи в театральній трупі Лідського університету з'явилася в кількох телесеріалах, серед яких «Королівський суд», «Кохання завдає болю» та «Білль». Пізніше вона стверджувала, що провела «20 років у депресії як безробітна, розорена і нещасна акторка».

### Письменницька діяльність
На початку 1990-х стала редакторкою в академічних видавництвах Wiley-Blackwell та OUP. Також зробила внесок в історичні та біографічні довідники, опубліковані, наприклад, Cassell та Рідерз дайджест.
Від 1998 року стала заробляти виключно письменницькою працею, написавши 3 книги для американського видавництва ABC-CLIO, зокрема, «Енциклопедію соціальних реформаторок» (англ. An Encyclopaedia of Women Social Reformers) 2001 року з передмовою Меріан Райт Едельман. 2002 року книга здобула нагороду Американської бібліотечної асоціації, як видатне джерело інформації, і, згідно з виданням Times Higher Education Supplement, "чудова книга, пізнавальна, інформаційно-насичена, з широкою тематикою.

### Робота перекладачкою російських літературних творів
Раппапорт вільно розмовляє російською і перекладає російські п'єси, зокрема, п'єси Антона Чехова (разом з Томом Стоппардом, Девідом Гейром, Девідом Ланом та Ніколасом Райтом).

## Книги

### Книга про жінок на Кримській війні (про Мері Сікол)

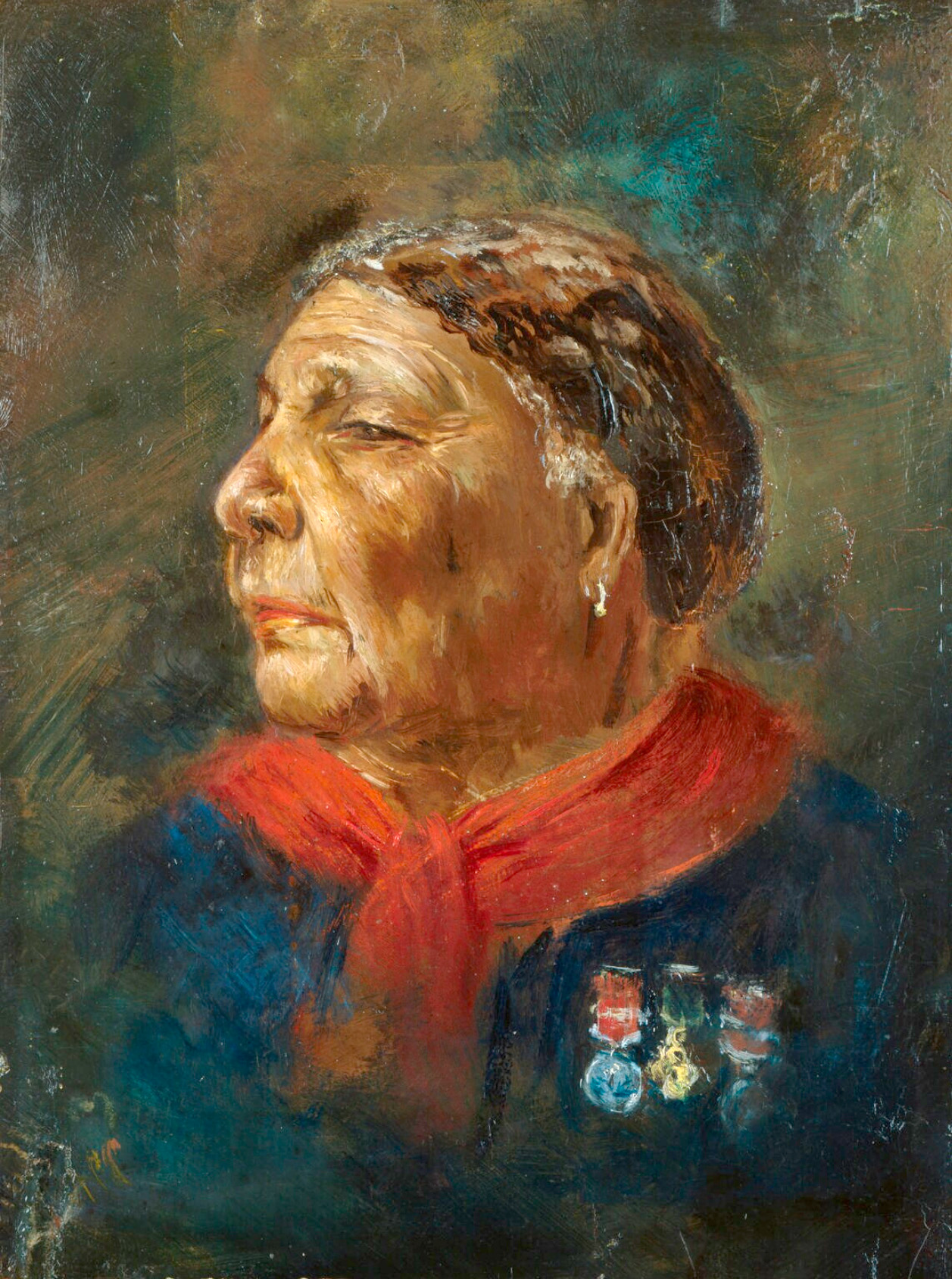
Портрет Мері Сікол (1869), який виявила Гелен Раппапорт

2003 року Раппапорт виявила і придбала портрет медсестри з Ямайки Мері Сікол 1869 року роботи Альберта Чарльза Чаллена. Нині картина висить у Національній портретній галереї.
Мері Сікол фігурує у книзі Раппопорт 2007 року «Немає місця для леді: нерозказана історія жінок на Кримській війні» (англ. No Place for Ladies: The Untold Story of Women in the Crimean War), яку Саймон Себаг Монтефіоре оцінив як «гостру і надихальну, добре опрацьовану, але при цьому добре читану», і яка отримала позитивні відгуки в Times і The Guardian.

### Книга про останні дні Романових
Її книга 2008 року «Єкатеринбург: останні дні Романових» (англ. Ekaterinburg: The Last Days of the Romanovs) має безліч позитивних відгуків як у Великій Британії, так і в США, де стала бестселером.

### Книга про Леніна
Книга про Леніна «Змовник: Ленін у вигнанні» (англ. Conspirator: Lenin in Exile), видана 2009 року, здобула популярність завдяки припущенням авторки про те, що Ленін помер від сифілісу, а не від інсульту.

### Книга про вікторіанську індустрію косметики
Її книга 2010 року «Завжди прекрасна» (англ. Beautiful For Ever) описує розвиток косметичної промисловості вікторіанської епохи та розповідає історію мадам Рейчел, яка здобула як славу, так і ганьбу, продаючи продукти, які мали майже магічну силу «відновлення та збереження»[джерело?].

### Книга у 150-ті роковини від дня смерті принца Альберта
Написана книгу «Чудова одержимість» (англ. A Magnificent Obsession), яку видано 3 листопада 2011 року — у 150-ті роковини від дня смерті принца Альберта.

### Книга про народження фотографії
Книга «Впіймане світло: народження фотографії» (англ. Capturing the Light: The Birth of Photography), написана у співавторстві з Роджером Вотсоном, розповідає історію Генрі Фокса Талбота та Луї Дагера. Раппапорт і Вотсон узяли участь у заході під час Единбурзького книжкового фестивалю 14 серпня 2013. Книга оповідає історію фотографії.

### Книжка «Захоплені революцією»
Її книга "У тенетах революції: Петроград, Росія, 1917 рік — Світ на межі" (англ. Caught in the Revolution: Petrograd, Russia, 1917 – A World on the Edge), видана 2016 року в Лондоні, отримала багато позитивних відгуків. 2017 року книгу видано в Нью-Йорку. В ній ідеться про те, як революційні події сприйняли представники іноземної колонії міста. Під час підготовки використано листи, щоденники, спогади та дорожні записки більш ніж 80 очевидців, зокрема й раніше практично невідомі.

## Виноски
Коментарі
1. ↑  Про свої родинні зв'язки Гелен згадала на сесії під час Единбурзького книжкового фестивалю 14 серпня 2013 року. Майк Вер глибоко досліджував ранні фотографічні процеси.

Примітки
1. ↑  Freebase Data Dumps — Google.
2. 1 2  Чеська національна авторитетна база даних
3. ↑  Helen Rappaport's top 10 books on Lenin. The Guardian. London. 2 вересня 2009. Архів оригіналу за 28 червня 2022. Процитовано 28 червня 2022.
4. ↑  Writer Helen Rappaport reveals her love of Russia, all things Victorian and the landscape of the Medway marshes in conversation with Sylvia Vetta (PDF). Sylviavetta.co.uk. Архів (PDF) оригіналу за 1 грудня 2021. Процитовано 6 січня 2018.
5. 1 2 3 4  The Viney Agency. The Viney Agency. Архів оригіналу за 30 серпня 2011. Процитовано 7 жовтня 2011.
6. ↑  Helen Rappaport. IMDb. Процитовано 6 січня 2018.
7. ↑  Melanie Gow. Helen Rappaport – The Interview – Beat. Beatmagazine.co.uk. Архів оригіналу за 5 квітня 2012. Процитовано 7 жовтня 2011.
8. 1 2 3  Rappaport, Helen. Helen Rappaport Biography. Helenrappaport.com. Архів оригіналу за 23 серпня 2018. Процитовано 6 січня 2018.
9. ↑  Rappaport, Helen. Encyclopedia of Women Social Reformers. Helenrappaport.com. Архів оригіналу за 20 серпня 2018. Процитовано 6 січня 2018.
10. ↑  Rappaport, Helen. Helen Rappaport & Mary Seacole. Helenrappaport.com. Процитовано 6 січня 2018.{{cite web}}:  Обслуговування CS1: Сторінки з параметром url-status, але без параметра archive-url (посилання)
11. ↑  Long-lost Seacole portrait found. BBC News. 11 січня 2005. Архів оригіналу за 7 серпня 2007. Процитовано 28 червня 2022.
12. ↑  Mary Seacole - National Portrait Gallery. Npg.org.uk. Архів оригіналу за 8 липня 2013. Процитовано 6 січня 2018.
13. ↑  Rappaport, Helen. No Place for Ladies. Helenrappaport.com. Архів оригіналу за 23 серпня 2018. Процитовано 6 січня 2018.
14. ↑  Rappaport, Helen. Ekaterinburg - UK Reviews. Helenrappaport.com. Архів оригіналу за 20 серпня 2018. Процитовано 6 січня 2018.
15. ↑  Rappaport, Helen. The Last Days of the Rromanovs -US reviews. Helenrappaport.com. Архів оригіналу за 20 серпня 2018. Процитовано 6 січня 2018.
16. ↑  Britten, Nick (22 жовтня 2009). Vladimir Lenin died from syphilis, new research claims. Telegraph.co.uk. Архів оригіналу за 28 червня 2022. Процитовано 6 січня 2018.
17. ↑  Rappaport, Helen. Helen Rappaport Four Sisters: The lost Lives of the Romanov Grand Duchesses. Helenrappaport.com. Архів оригіналу за 25 серпня 2018. Процитовано 6 січня 2018.
18. ↑  Rappaport, Helen. Helen Rappaport Caught in the Revolution Petrograd 1917. Helenrappaport.com. Архів оригіналу за 17 серпня 2018. Процитовано 6 січня 2018.